# Owen Barfield
Owen Barfield (Londra, 9 novembre 1898 – Forest Row, 14 dicembre 1997) è stato un filosofo, scrittore e poeta britannico.
Barfield è considerato il maestro non ufficiale di John Ronald Reuel Tolkien e Clive Staples Lewis, influenzando la loro concezione filosofica e linguistica e contribuendo a ispirare alcuni romanzi (ai suoi figli sono dedicati Il leone, la strega e l'armadio e Il principe Caspian).

## Biografia
Studiò presso la Highgate School e successivamente frequentò il Wadham College di Oxford, dove conseguì nel 1920 la laurea in lingua e letteratura inglese.
Nel 1923 sposò la musicista e coreografa Maoud Douie, con la quale ebbe due figli. In quegli anni conobbe Clive Staples Lewis, e partecipò ad alcune conferenze tenute da Rudolf Steiner, a seguito delle quali aderì al suo indirizzo di pensiero antroposofico. Di lui ebbe a dire:
Questa esperienza, nel bene e nel male, si trova a fondamento della scienza e della tecnologia contemporanea, ed è confermato giornalmente il suo radicamento o predominanza in tutte le strade della vita e nelle discipline del pensiero. Di conseguenza la Redenzione della scienza è una condizione sine qua non per la transizione.»
(Owen Barfield)

### Inklings
Dai primi anni 1930 fino alla fine degli anni 1950 fece parte del gruppo degli Inklings, che si riuniva ogni martedì sera al pub The eagle and child, ribattezzato Bird and baby. È in questo locale di Oxford che per la prima volta furono letti Lo Hobbit e Il Signore degli Anelli, ed è qui che Barfield illustrò ai suoi amici la propria concezione del mondo e del linguaggio. Barfield è considerato il primo e l'ultimo Inkling, un gruppo di amici che condivide le proprie conoscenze culturali e letterarie nonché la visione del mondo: se Lewis e Tolkien sono considerati gli autori del gruppo, Barfield ne è il filosofo.
A differenze degli altri due, egli non intraprese la carriera accademica, la cui incertezza rendeva difficile il mantenimento di una famiglia. Scelse quindi la carriera di avvocato a Londra, continuando nel frattempo a scrivere libri. Alcuni di questi ebbero un discreto successo negli Stati Uniti e quando nel 1959 andò in pensione, si dedicò a corsi e conferenze nelle università americane.

## Opere
- The Silver Trumpet, racconto (1925).
- History in English Words (1926) ISBN 978-0-940262-11-9.
- Poetic Diction: A Study In Meaning (1928) ISBN 978-0-9559582-4-3.
- Romanticism Comes of Age (1944) ISBN 978-0-9569423-1-9.
- Greek Thought in English Words (1950), saggio in  G. Rostrevor Hamilton (a cura di), Essays and Studies 1950, vol. 3, Londra, John Murray, 1950,  pp. 69-81.
- This Ever Diverse Pair (1950) ISBN 978-0-9559582-5-0.
- Saving the Appearances: a Study in Idolatry (1957) ISBN 978-0-9559582-8-1.
  - Evolution. Der Weg des Bewusstseins: Zur Geschichte des Europaischen Denkens (1957) in tedesco, trad. di Markus Wulfing ISBN 978-3-925177-11-8.
  - Salvare le apparenze: uno studio sull'idolatria (2010) in italiano, trad. di Giovanni Maddalena e Stefania Scardicchio, Torino, Marietti, 2010 ISBN 978-88-211-6521-4.
- Worlds Apart: A Dialogue of the 1960s (1963) ISBN 978-0-9559582-6-7.
- Unancestral Voice (1965) ISBN 978-0-9559582-7-4.
- Speaker's Meaning (1967) ISBN 978-0-9569423-0-2.
- What Coleridge Thought (1971).
- The Rediscovery of Meaning and Other Essays (1977) ISBN 978-0-9569423-3-3.
- History, Guilt, and Habit (1979) ISBN 978-1-59731-108-3.
- Review of Julian Jaynes, The Origin of Consciousness in the Breakdown of the Bicameral Mind (1979) saggio in  Teachers College Record, vol. 80, n. 3, 1979–2002,  pp. 602-604.
- Language, Evolution of Consciousness, and the Recovery of Human Meaning (1981) saggio inserito in Toward the Recovery of Wholeness: Knowledge, Education, and Human Values, a cura di Peter Abbs, vol. 82, n. 3, Teachers College Record, 1981, pp. 55–61 ISBN 978-0-8077-2758-4.
- The Evolution Complex (1982), saggio in  Towards 2.2, vol. 6, n. 12, primavera 1982,  pp. 14-16.
- Introducing Rudolf Steiner (1983), saggio in  Towards 2.4, vol. 42, n. 43, autunno-nverno 1983.
- Orpheus, dramma in versi (1983) ISBN 978-0-940262-01-0.
- Listening to Steiner (1984), recensione apparsa in  Parabola 9.4, 1985,  pp. 94-100.
- Reflections on C.S. Lewis, S.T. Coleridge and R. Steiner: an Interview with Barfield (1985), in  Towards 2.6, primavera-estate 1985,  pp. 6-13.
- Owen Barfield on C. S. Lewis (1989) a cura di G. B. Tennyson ISBN 978-1-59731-100-7.
- The Child and the Giant (1988), storia breve in  Child and Man: Education as an Art, vol. 22, n. 2, luglio 1988,  pp. 5-7.
  - Das Kind und der Riese. Eine orphische Erzählung (1990) in tedesco, trad. di Susanne Lin.
- A Barfield Reader: selections from the Writings of Owen Barfield (1990) a cura di G. B. Tennyson ISBN 978-0-8195-6361-3.
- A Barfield Sampler: Poetry and Fiction by Owen Barfield (1993) a cura di Jeanne Clayton Hunter e Thomas Kranidas ISBN 978-0-7914-1588-7.
- The "Great War" of Owen Barfield and C.S. Lewis. Philosophical Writings, 1927–1930 (2015) a cura di Norbert Feinendegen e Arend Smilde, Inklings Studies Supplements, n. 1, ISSN 2057-6099.